# Сизая овсянка
Сизая овсянка, или аспидная овсянка (лат. Emberiza variabilis) — певчая птица семейства овсянковых (Emberizidae).

## Описание

### Размеры и строение
Клюв длинный (около 12—13,5 мм), выемка на режущем крае надклювья выражена слабо; ноздри почти полностью прикрыты щетинками; несколько длинных щетинок у основания клюва. Длина тела около 165 — 170 мм, размах крыла около 250 мм, длина крыла самцов 85—91, самок 78—82 мм. Наружные опахала 2-го, 3-го, 4-го и 5-го первостепенных маховых с вырезками. Масса 21—26,5 г.

### Окраска
Самец. Общая окраска тёмно-серая, несколько светлее на брюшной стороне тела. На голове узкие нерезкие тёмные каймы перьев. Спина и плечевые с тёмными крупными продольными пестринами. Малые кроющие крыла серые, большие и средние серовато-чёрные со светлыми серыми каймами. Маховые и рулевые тёмно-бурые; на крайних рулевых нет примеси белого. Брюшная сторона серая с небольшим посветлением на середине брюха и на подхвостье. Клюв черновато-серый, серовато-мясного цвета по разрезу и у основания подклювья. Ноги светло-буровато-мясного цвета со светло-роговыми когтями. Радужина тёмно-бурая.

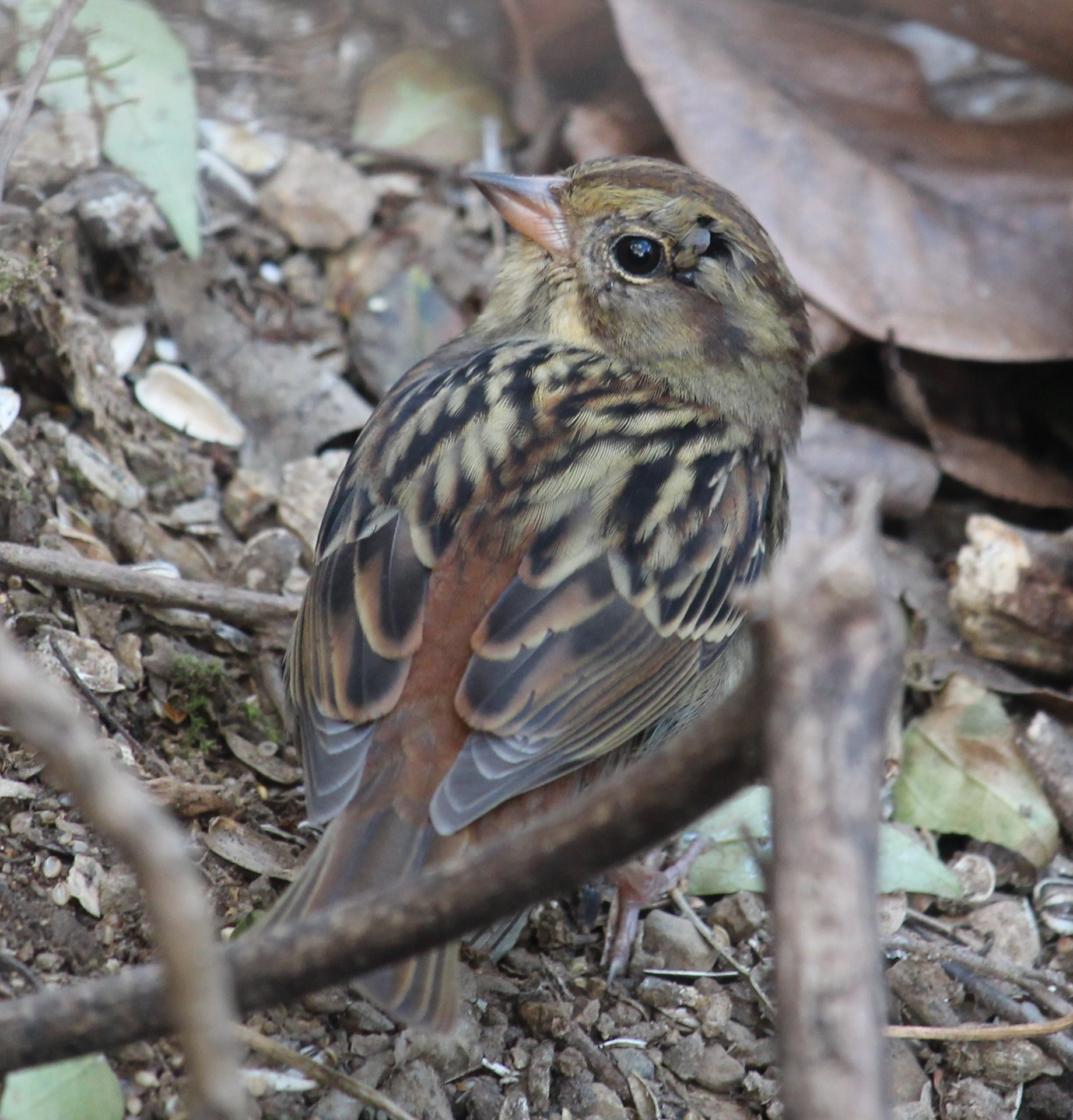
Самка сизой овсянки

Самка. Похожа на самца, но с буроватым налётом на сером оперении. Спина и плечевые ржавчато-бурые с тёмными продольными пестринами. На пояснице и надхвостье хорошо заметны узкие ржавчатые каймы перьев. Маховые и рулевые тёмно-бурые с охристо-рыжими каймами, средняя пара рулевых рыжевато-бурая. В зимнем пере на голове, спине, пояснице, плечевых и кроющих крыла развиты широкие светлые буровато-оливковые и ржавчато-рыжие окаймления перьев. На брюшной стороне имеются только буровато-оливковые окаймления.

## Распространение
Гнездовой ареал охватывает Японию (Хоккайдо, северная и центральная часть Хонсю), Сахалин (южные и центральные районы), Курилы, Камчатку (южная и центральная части). Известны залеты в Приморье и на остров Беринга (Командоры). Зимует на юге Японии (включая Рюкю), редко на юго-востоке Китая. Очень редка зимой и на пролете на юге Кореи.

## Миграции
В Японии покидают места зимования в середине апреля. На Сахалине и Кунашире появляются в первой декаде мая, отдельные особи летят ещё до середины июня. Отлёт во второй половине сентября-октябре, отдельные, вероятно, задерживаются до первой декады ноября.

## Местообитания
На Сахалине горные разреженные хвойно-каменноберезовые и каменноберёзовые леса с густым подлеском из курильского бамбука и других кустарниковых и травянистых растений на высоте от 500 до 1000 м над ур. м. В горах Центрального Сахалина на высотах до 1200-1300 м над ур. м. в зарослях кедрового и ольхового стланика. На Северных Курилах преимущественно среди зарослей невысокой ольхи и тальника. На Камчатке в холмистых местах и в горах, вертикально до 1000 м среди ольховников и т. д., на юге полуострова на склонах холмов, поросших каменной берёзой.

## Гнездование
Гнёзда. На полуострове Крильон (юго-западный Сахалин) гнёзда помещались на склонах в густых 1,5—2-метровых зарослях курильского бамбука, наклонённые вниз стебли которых образуют плотные навесы по краям полян и вдоль крутых русел горных ручьёв, особенно в их истоках. Гнёзда  располагались в развилках стеблей и листьев или среди нескольких горизонтальных и вертикальных стеблей бамбука в верхней трети этого растения. В Восточно-Сахалинских горах (гора Лопатина, 1609 м) в развилках ветвей кедрового стланика, на Парамушире на кустах ольхи и тальника.
Гнёзда правильной чашевидной формы с плотными стенками и лотком. На Южном Сахалине дно и борта их состоят в основном (на 80 и более %) из кусочков листьев и узких полосок от влагалищных частей бамбука. Иногда на дне лежат корешки бамбука и тонкие прутики пихты, ели, берёзы и вейгелы. В стенки вплетаются полоски бересты и кусочки коры винограда, стеблей крапивы, листьев осоки, стеблей и листьев злаков, корешков бамбука и др. Лоток выстилается кусочками тонких мягких корешков бамбука (и др. растений) и узкими полосками от влагалищной части его листьев. На склонах горы Лопатина, где бамбук редок, используются фрагменты стеблей и листьев вейника и мятлика, полоски бересты каменной берёзы, прутики ели и пихты, вайи щитовника, сухие листья ольхи и берёзы; лоток выстилается кусочками чёрных корешков (до 90% от общего количества материала), хвоей кедрового стланика и ели.
Кладка. 4—5 яиц. Основной фон поверхности скорлупы розовато-белый или зеленовато-серый, по нему малочисленные глубокие нерезкие серые (или фиолетовые) пятна, извилистые полоски и мазки, которые сконцентрированы чаще всего на тупой половине яйца. Поверх этих пятен редкие и крупные (до 3 мм в диаметре) тёмно-бурые и почти чёрные пятна, мазки, поперечные извилистые полоски и запятые, расположенные более или менее равномерно по всей скорлупе; иногда они образуют сгущения возле острого полюса или венчик вблизи тупого полюса. Размеры яиц: 19,0—23,0 х 15,0—16,3 мм. Насиживание длится 11—12  суток.
Птенцы. Покидают гнездо на 11—12 сутки.

## Подвиды
- E. v. variabilis (Temminck, 1836) — Сахалин (с Монероном), Южные Курилы и Япония
- E. v. misicus (Kittlitz, 1858) — Северные Курилы и Камчатка